# 小行星4475
小行星4475（英語：4475 Voitkevich）是一颗围绕太阳公转的小行星。1982年10月20日，柳德米拉·卡拉季奇在克里米亚发现了此天体。
这颗小行星的绝对星等为151.28723等。